# جورج إدواردز (مدير موسيقي)
جورج إدواردز (بالإنجليزية: George Edwards)‏ هو مدير موسيقي أمريكي، ولد في 5 نوفمبر 1948، وتوفي في 28 مايو 2009 في هيوستن في الولايات المتحدة.